# Joan Busquets i Grau
Joan Busquets i Grau (El Prat de Llobregat, 1946) és un arquitecte i urbanista català titulat per la Universitat Politècnica de Catalunya el 1969 i doctorat per la mateixa el 1975, en la qual ocupa actualment la càtedra d'urbanisme. També és catedràtic de la Graduate School of Design de la Universitat Harvard des de 2002, i professor convidat i consultor en universitats de diversos països. Va ser guardonat amb el Premi Erasmus l'any 2011, un premi anual per a una persona que hagi fet una contribució excepcional a la cultura europea, societat o ciències socials, "en reconeixement de la seva impressionant i multifacètica tasca en el camp de la planificació urbanística ". També li fou atorgat el Premi Nacional de Cultura l'any 2011 per la seva aportació com a urbanista, escriptor i professor.
Dirigeix l'estudi BAU de Barcelona, del qual és fundador, i va dirigir el Departament de Planificació de l'Ajuntament de Barcelona entre 1983 i 1989 i durant els preparatius dels Jocs Olímpics.